# Macrochiton heros
Macrochiton heros är en insektsart som beskrevs av Brunner von Wattenwyl 1895. Macrochiton heros ingår i släktet Macrochiton och familjen vårtbitare. Inga underarter finns listade i Catalogue of Life.